# Raymond Aubrac
Raymond Aubrac, sobrenom pel que fou conegut Raymond Samuel, (Vesoul, 31 juliol de 1914 - París, 10 d'abril de 2012) va ser un resistent francès a l'ocupació nazi i el règim de Vichy a França, durant la Segona Guerra Mundial.
Enginyer civil de Carreteres i Ponts per l'École des ponts ParisTech, col·laborà amb la seva dona Lucie amb la Resistència francesa. Sota el pseudònim d'Aubrac, al costat d'Emmanuel d'Astier de La Vigerie, va participar, a la regió de Lió, en la creació del moviment Libération-Sud, més tard integrat en els Mouvements unis de la Résistance (MUR), sota presidència de Jean Moulin, i on la branca armada fou l'Armée secrète: Aubrac va ser assistent del general Charles Delestraint.
Després de l'Alliberament de França, va ser nomenat Comissari de la República a Marsella, a l'època a càrrec del Ministeri de Reconstrucció. Membre del Partit Comunista Francès, Aubrac creà el BERIM5, una firma de consultoria centrada en el comerç Est-Oest entre països comunistes abans de convertir-se en assessor tècnic al Marroc i funcionari de l'Organització de les Nacions Unides per a l'Agricultura i l'Alimentació.
Amic de Ho Chi Minh des del 1946, Henry Kissinger cridà a Aubrac per establir contactes amb Vietnam del Nord durant la guerra de Vietnam entre 1967 i 1972. A la fi de la seva vida, estava compromès amb els drets del poble palestí i s'adherí a la Unió Jueva Francesa per la Pau el 2002 i formà part del comitè nacional de França del Tribunal Russell sobre Palestina fins al 2009.
Va ser distingit amb la Gran Creu de la Legió d'Honor el 13 de juliol de 2010.